# Poço de Urd
O Poço de Urd é mais um dos poços e fontes da mitologia nórdica. Segundo a lenda, o poço leva a Niflheim (o mundo inferior).
Foi aqui que nasceram as Nornas as fiandeiras do destino da humanidade.  A primeira chamava-se Urd que previa o passado, Werdandi que previa o presente e Skuld o futuro. 